# 西沙縣
西沙縣是元代雲南行中書省所屬的一個縣，在寧州東，寧部蠻世居。其裔孫西沙築城於此，名西沙籠。憲宗四年（1254年），其酋普提內附，就居此城為萬戶。至元十三年（1276年），立為西沙縣。二十六年（1289年），以隸寧州。至治二年（1322年），併入寧州。在今雲南省玉溪市江川區。